# Hovedopholdslinjen
 Der er for få eller ingen kildehenvisninger i denne artikel, hvilket er et problem. Du kan hjælpe ved at angive troværdige kilder til de påstande, som fremføres i artiklen.

Hovedopholdslinjen, Hovedstilstandslinjen eller Ussings israndslinje er Danmarks vigtigste landskabs- eller terrængrænse. Den angiver isens maksimale udbredelse i Danmark under Weichsel-istiden, der var den sidste istid. Da istiden bød på flere gletcherfremstød, findes der andre, men mindre tydelige spor af disse fremstøds maksimale udstrækning.
Hovedopholdslinjen går fra Tyskland tværs op (nord-syd) gennem Jylland og drejer mod vest lige syd for Viborg. Den er skabt, fordi det vestlige Jylland ikke var dækket med is i Weichsel-istiden. Dermed er Vestjylland skabt af den forrige istid Saale, men overpræget af permafrostforholdene under Weichsel.

## Øst og vest
Landskaberne på hver side af hovedopholdslinjen er markant forskellige. Det kuperede Østjylland præges af tunneldale, morænebakker og dødislandskaber. I Vestjylland er landskabet næsten fladt og skråner langsomt ned mod Vesterhavet, kun afbrudt af spredte bakkeøer. De flade sandede jorder er sedimentaflejringer fra gletsjeres smeltevand. Bakkeøerne er blidere, mere afrundede bakker end andre steder i landet. Det skyldes at de har været udsat for jordflydning.
Forskellen mellem landskaberne i øst og i vest giver forskellige muligheder for udnyttelsen af jorden; især i forbindelse med landbrug. Men også bydannelse og vejføring er markant forskellig og kan ses på et landkort.